# كمال الدين التاذفي
كمال الدين أبو اللُّطف محمد بن يوسف بن عبد الرحمن الرَّبَعيّ الحلبيّ التاذفيُّ (سبتمبر 1469 - يناير 1550) (ربيع الأول 874 - ذو الحجة 956) فقيه وقاضي وشاعر عربي شامي من أهل القرن الخامس عشر الميلادي/ التاسع الهجري. ولد في حلب ودرس على نفر كثيرين من شيوخ عصره. ناب في القضاء ثم مال إلى التّصوّف. فولّاه قانصوه الغوري القضاء في حلب وطرابلس الشام ثم في الحجاز كلّه. ثمّ عزله عن قضاء الحجاز سنة 1525. له أشعار ومنظومة في الأهاجي. توفي عن 81 عامًا.